# Lophuromys dieterleni
Lophuromys dieterleni es una especie de roedor de la familia Muridae.

## Distribución geográfica
Se encuentra sólo en Camerún.

## Hábitat
Su hábitat natural son:  tierras húmedas subtropicales o tropicales de alta altitud.